# Galactica (album)
Galactica è la seconda raccolta ufficiale dei Rockets pubblicata su CD nel 1992. Contiene una selezione di brani tratti esclusivamente dai seguenti album: Galaxy, Pigreco 3,14, Atomic e Imperception.

## Tracce
1. Galactica – 4:40
2. Universal Band – 4:07
3. One More Mission – 4:20
4. In The Black Hole – 6:00
5. Radiate – 4:41
6. Wrong Place, Right Time – 3:37
7. Some Other Place, Some Other Time (remixed extended version) – 6:24
8. Future Game – 4:53
9. Ideomatic – 4:18
10. Imagine E.S.P. – 5:00
11. Atomic – 4:05
12. A Million Miles Away – 5:30
13. In The Galaxy – 5:10
14. Under The Sun – 4:34

## Formazione
- Christian Le Bartz - voce
- 'Little' Gérard L'Her - voce e basso
- Alain Maratrat - chitarra, tastiere e voce
- Alain Groetzinger - batteria e percussioni
- Fabrice Quagliotti - tastiere